# Apeninos umbros
Los Apeninos umbros (en italiano, Appennino umbro-marchigiano, Apeninos de Umbría y de las Marcas) son una porción de la cadena de los Apeninos centrales y por lo tanto de la cordillera de los Apeninos. Se extiende por la Umbría y las Marcas. La cima más alta es el Monte Vettore (2.476 m s. n. m.).

## Características
Los Apeninos umbros empiezan en la Bocca Serriola o, según otros, en la Bocca Trabaria y llega hasta el paso de la Torrita o quizá al paso de Montereale.
Los Apeninos umbros no está constituido por una sola cadena, de la que se destacan los contrafuertes, pero a menudo por un racimo de cadenas que se extienden desde el noroeste al sureste. Se pueden reducir a cinco principales:
- Cadena occidental - comienza al sureste de la Bocca Trabaria y se dirige hacia el sur hasta la altura de Città di Castello, manteniéndose bien unida; desde aquí comienza a hacerse más bajo y alargado formando el altiplano de Gubbio. Luego vuelve a elevarse de nuevo con el Monte Subasio (1290 m) y más al sur con el Monte Maggiore (1488 m), termina sobre el río Nera tras los Montes Martani.
- Cadena central o del Monte Catria - sigue la dirección de la precedente, elevándose en muchos puntos más allá de la cota de 1.500 metros (Monte Catria 1702 m, Monte Acuto 1668 m), constituyendo así la mayor altura entre la cadena de los Sibilinos y el Corno alle Scale. La cadena central está unida a la cadena occidental por un pequeños altiplano que culmina en el paso de la Scheggia.
- Cadena oriental o del Monte S.Vicino - comienza sobre la ribera izquierda del río Metauro y se dirigie al sureste manteniéndose paralela a la dorsal. El monte S.Vicino se eleva hasta los 1486 metros y se interrumpe en más puntos para hacer pasar los ríos que, nacidos de la cadena central, van a desembocar en el Adriático. Con el Monte S.Vicino la cadena apunta directamente al sur y después de ser rebajada para consentir el paisaje del Chienti, se eleva con los Montes Sibilinos que albergan el Monte Vettore (2476 m) que constituye la máxima elevación de los Apeninos umbros. Desde el paso de Forca Canapine, que comunica el valle de Nursia con el valle del Tronto, la cadena prosigue hacia el suroeste al principio delimitando el valle del Tronto y luego el valle del río Velino, en dirección al Monte Terminillo, la máxima elevación (2217 m) de la cadena de los Montes Reatinos.

- elipsoide de Cingoli Andando ahora hacia el este se encuentra un ulterior pliegue apenínico, al que por su forma se le llama "elipsoide de Cingoli" (MC) que domina el panorama de colinas de Las Marcas, y sobre el que se alza Cingoli, no por casualidad definido como el "balcón de las Marcas".
- Monte Conero Último pliegue de los Apeninos hacia el Este y el Monte Conero o Monte d'Ancona, que llega a tocar el mar formando el promontorio homónimo. Las laderas septentrionales del Conero protegen el puerto de Ancona.

Por su conformación está cortado por valles longitudinales (que siguen la dirección de la cadena), la más importante de las cuales es el Valle del Tíber (el valle alto del río Tíber), la cuenca de Gubbio, el valle Umbra, el altiplano de Leonessa, la Cuenca Ternana y la cuenca Reatina.
Las rocas calizas contienen muchos fósiles marinos de invertebrados, entre ellos incluso amonitas.

## Montañas principales

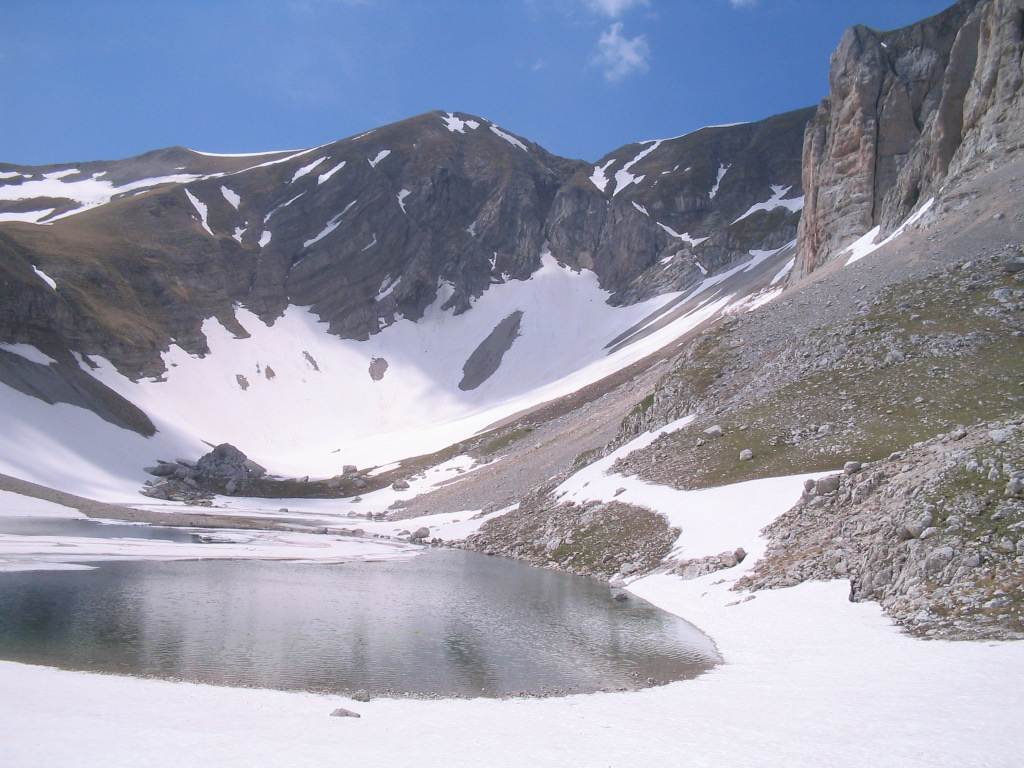
Cima del Redentore (montes Sibilinos) fotografiada desde el Lago de Pilatos, 2005.

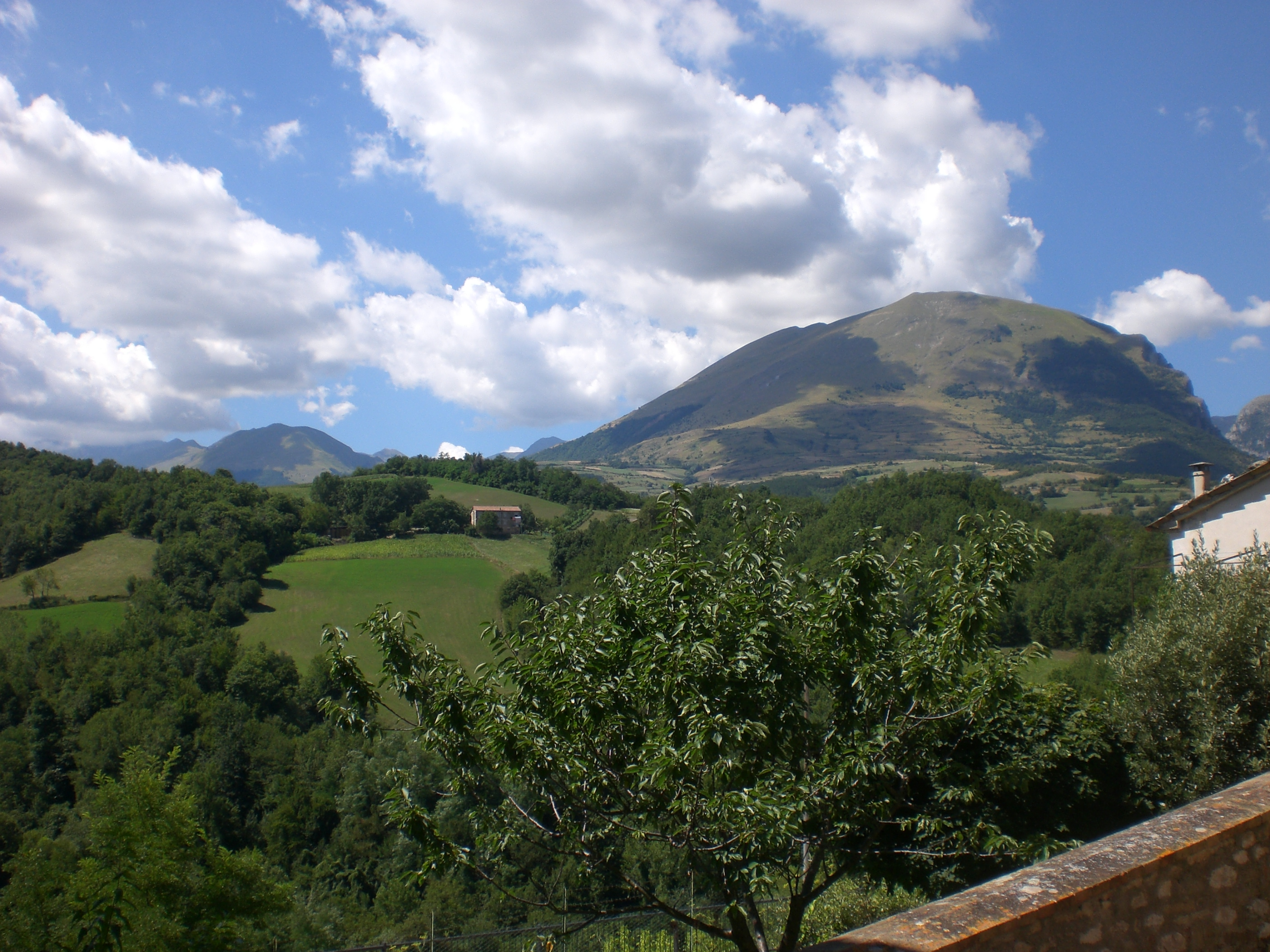
El Monte Sibilla, visto desde Montefortino, 2010.

Las montañas principales de los Apeninos umbros son:
- Monte Vettore - 2.476 m
- Cima del Redentore - 2.448 m
- Monte Priora - 2.333 m
- Monte Argentella - 2.201 m
- Monte Sibilla - 2.173 m
- Monte Bove - 2.169 m
- Monte Lieto - 1.944 m
- Monte Catria - 1.702 m
- Monte Aspra - 1.672 m
- Monte Acuto - 1.668 m
- Monte Pennino - 1.571 m
- Monte Cucco - 1.566 m
- Monte Nerone - 1.525 m
- Monte Cavallo - 1.500 m
- Monte Ceresa - 1.494 m
- Monte Maggiore - 1.488 m
- Monte San Vicino - 1.479 m
- Monte Penna - 1.433 m
- Monte Corno - 1.412 m
- Monte Pagliano - 1.396 m
- Monte Le Gronde - 1.373 m
- Monte Maggio - 1.361 m
- Monte Motette - 1.331 m
- Monte Alto - 1.321 m
- Monte Subasio - 1.290 m
- Monte Solenne - 1.288 m
- Monte Strega - 1.278 m
- Monte Tenetra - 1.240 m
- Monte Morcia - 1.223 m
- Monte Petrano - 1.162 m
- Monte Torre Maggiore - 1.121 m
- Monte Martano - 1.094 m
- Serra di Burano - 1.020 m
- Monte Paganuccio - 976 m
- Monte Montiego - 975 m
- Monte Picognola - 972 m
- Monte Acuto - 926 m
- Monte Pietralata - 889 m

## Puertos de montaña
Los puertos principales que interesan esta parte de la cadena apenínica son:
- Paso Cattivo - 1.869 m
- Forca di Presta - 1.550 m
- Forca Canapine - 1.541 m
- Bocca Trabaria - 1.049 m
- Paso de la Torrita - 1.010 m
- Bocca Serriola - 730 m
- Valico de la Somma - 680 m
- Paso de la Scheggia - 632 m